# Mark 2 (核爆弾)
Mark 2 シンマン（英語: Thin Man=やせ男）は、アメリカ合衆国が開発していた核爆弾。第二次世界大戦中にマンハッタン計画の一環として、リトルボーイ (Mark 1) およびファットマン (Mark 3) とともに開発されていたものである。ファットマンと同じくプルトニウム239を原料としていたが、リトルボーイと同じガンバレル型を採用していた。1944年に開発が中止されている。

## 概要
核物質を臨界状態にするにあたり、臨界量未満の核物質を爆薬によって移動・衝突させ、臨界を達成させるガンバレル型が考案されていた。このガンバレル方式による原子爆弾として、ウラン235を用いたリトルボーイとプルトニウム239を用いたシンマン (Mark 2) が開発されることとなった。リトルボーイの開発は比較的順調に進められたが、シンマンの開発は困難であった。
これは、原料としている超ウラン元素としてのウランとプルトニウムの同位体の振る舞いの違いによる。ウランを原料としている原爆の場合におけるウラン238が問題を起こさないのに比べ、プルトニウムを原料とする場合には核物質が衝突する際にプルトニウム240が自発核分裂を起こし、その中性子による核分裂反応が発生して十分な核反応を引き起こさないうちにプルトニウムを飛散させる。これは過早爆発と呼ばれる現象である。
過早爆発を防ぐためには核物質を高速で移動・衝突させる必要があり、900m/secの速さでプルトニウムを衝突させることが計画された。そのために砲身（ガンバレル）として直径2フィート、長さ18フィートが必要とされ、重量は7,500ポンドになると予想された。リトルボーイは爆弾本体で最大直径2.46フィート、全長約10.24フィート、11,000ポンドである。しかし、この計画でも過早爆発を起こさないようにすることは困難と考えられ、爆弾ケーシングの投下実験（リトルボーイよりも長いため、空気力学的に不安定であることが判明した）などは行われていたものの、1944年7月にシンマン (Mark 2) の開発は中止された。

プルトニウムをガンバレル型に搭載して衝突させると、プルトニウム240の自発核分裂により、プルトニウム239が臨界に達する前に過早爆発を起こしてしまう

この後のマンハッタン計画はリトルボーイと、プルトニウムを使用したインプロージョン方式のファットマン (Mark 3) に開発努力が向けられることとなる。